# Route nationale 13 (Grèce)
Pour les articles homonymes, voir Route nationale 13.
La route nationale 13 (en grec moderne : Εθνική Οδός 13, en abrégé EO13) est une route de la Macédoine égéenne et de la Thessalie, au nord de la Grèce. 

## Description
La route EO13 relie Kateríni à  (el), à 8 kilomètres au nord d'Elassóna.
Elle a une longueur de 62 kilomètres.

## Tracé
| Km    | Agglomérations lieux | Carte interactive |
| ----- | -------------------- | ----------------- |
| 0 km  | Kateríni             |                   |
| km    | Moschochóri          |                   |
| km    | Káto Miliá           |                   |
| 62 km | (el)                 |                   |